# Neottia karoana
Neottia karoana är en orkidéart som beskrevs av Dariusz Lucjan Szlachetko. Neottia karoana ingår i släktet näströtter, och familjen orkidéer. Inga underarter finns listade i Catalogue of Life.